# Фран Кръсто Франкопан
Фран Кръсто Франкопан (на хърватски: Fran Krsto Frankopan; 4 март 1643 – 30 април 1671) е хърватски маркиз, политик и поет. Известен с участието си в неуспешния заговор Зрински-Франкопан срещу император Леополд I. Една от най-обичаните фигури в историята на Хърватия.

## Живот
Роден е в Босилиево, Хърватия. По-малък от братята си с цели двадесет години, той е изпратен след смъртта на баща им Вук II Кръсто Франкопан в Йезуитската академия в Загреб, а по-късно продължава образованието си в Италия. Фран Кръсто Франкопан има значим принос за хърватската поезия на XVII в.
Фран Кръсто заедно с неговия шурей Петър Зрински постигат големи успехи при освобождаването на някои хърватски области от османците. След успехите срещу турците в поредната Австро-турска война от 1663 – 1664 г. моментът е благоприятен да бъдат освободени хърватските и унгарските земи, но Военният съвет във Виена взима решение да подпише мирен договор, който е определен от патриотите като „срамен“, тъй като връща някои от току-що освободените територии на турците. Зрински и Франкопан организират заговор срещу австрийския император, но той е разкрит и двамата са публично екзекутирани във Виена.